# ميغيل أنخيل إسبينولا
ميغيل أنخيل إسبينولا (بالإسبانية: Miguel Ángel Espínola)‏ هو لاعب كرة قدم إسباني في مركز الدفاع، ولد في 5 أبريل 1974 في وادي آش في إسبانيا. لعب مع ريكرياتيفو ونادي ألميريا ونادي غرناطة ونادي كلايد.